# Wilfred (série télévisée, 2011)
Pour l’article homonyme, voir Wilfried.
Ne doit pas être confondu avec Wilfred, la série télévisée australienne originale.
Wilfred est une série télévisée américaine en 49 épisodes de 22 minutes créée par Jason Gann et Adam Zwar, diffusée entre le 23 juin 2011 et le 13 août 2014 sur FX, puis FXX pour la dernière saison.
Cette série est un remake de la série télévisée australienne éponyme, Wilfred (en).
La série est inédite dans les pays francophones.

## Synopsis
Ryan est un ex-avocat dépressif. Après une tentative de suicide ratée, il se met à voir le chien de sa nouvelle voisine, nommé Wilfred, comme un homme déguisé en chien. Cependant, Wilfred va lui permettre de sortir de sa routine et de son isolement en devenant l'alter ego de Ryan.

## Distribution

### Acteurs principaux
- Elijah Wood : Ryan Newman
- Jason Gann (en) : Wilfred

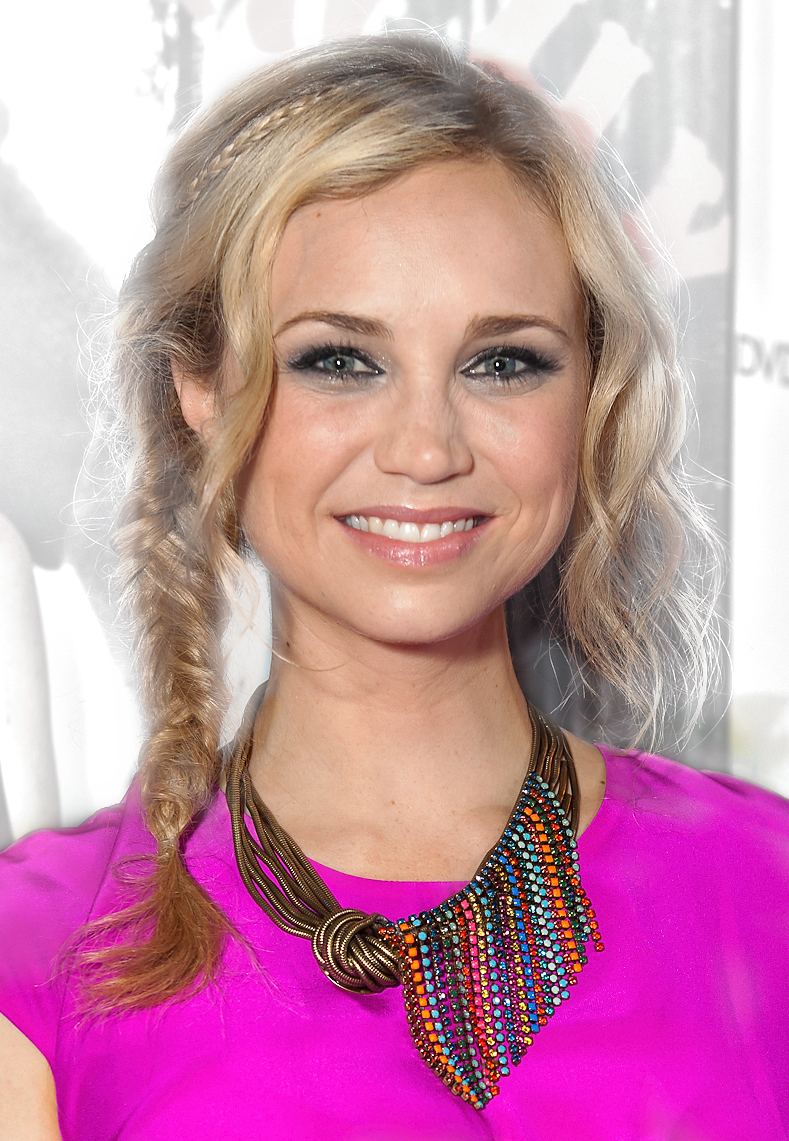
Fiona Gubelmann est Jenna.

- Fiona Gubelmann : Jenna (35 épisodes)
- Dorian Brown : Kristen Newman, sœur de Ryan (27 épisodes)

### Acteurs récurrents
- Chris Klein : Drew[2] (15 épisodes)
- Gerry Bednob : M. Patel (6 épisodes)
- Allison Mack : Amanda[3] (saison 2, 8 épisodes + invitée saison 4)
- Mary Steenburgen : Katherine Newman[4] (4 épisodes, saison 1 à 3)

## Invités
- Ethan Suplee : Spencer (saison 1, épisodes 1 et 3)
- Ed Helms : Darryl (saison 1, épisode 4)
- Rashida Jones : Lisa[5] (saison 1, épisode 5)
- Jane Kaczmarek : Beth[6] (saison 1, épisode 7)
- Nestor Carbonell : Dr Arturo Ramos[7] (3 épisodes, saisons 1, 2 et 4)
- Peter Stormare : Trashface (saison 1, épisode 10)
- Lance Reddick : Dr Blum[8] (saison 3, épisode 8)

## Production

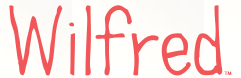
Autre logo original de la série.

### Développement
Le projet a débuté en avril 2010. Le pilote a été commandé quelques jours plus tard, qui sera réalisé par Randall Einhorn. Satisfaits du pilote, la série est commandée le 25 octobre 2010.

### Casting
Le 29 juin 2010, l'acteur Elijah Wood est choisi pour interpréter le rôle principal de la série,.
La série étant co-créée par Jason Gann; celui-ci, interprétant le rôle de Wilfred dans la série australienne, reprend son rôle dans la version américaine,.
En août, les actrices Fiona Gubelmann et Andrea Savage obtiennent par la suite les rôles principaux féminins, respectivement de Jenna et Kristen, mais après le tournage du pilote, cette dernière est remplacée en décembre par Dorian Brown.

### Tournage
Wilfred est tournée entièrement avec un appareil photos numérique, le Canon 7D, en utilisant une configuration à trois caméras successives. Depuis septembre 2012, la série est enregistrée avec le Nikon D800.

### Générique
Chaque épisode commence par une citation d'un homme célèbre. Un mot reste affiché ensuite, donnant le thème de l'épisode. La fin de ceux-ci se termine en général par les deux amis assis sur le canapé du sous-sol, Wilfred faisant des blagues à son ami. Le générique de fin change à partir de la deuxième saison en se terminant par un écran noir suivi du générique. La troisième saison inclut une blague de Wilfred après le générique de fin.

### Fiche technique
- Titre original : Wilfred
- Création : Jason Gann (en), Adam Zwar (en) et Tony Rogers (en)
- Réalisation : Randall Einhorn et Victor Belli Jr.
- Scénario : Jason Gann, Tony Rogers, Adam Zwar, David Zuckerman, Reed Agnew, David Baldy, Eli Jorne, Sarah Afkami, Sivert Giarum, Michael Jamin
- Direction artistique :
- Décors : Naomi Slodki
- Costumes : Danielle Launzel
- Photographie : Brad Lipson
- Montage : Richie Edelson, Christian Hoffman et Robert Bramwell
- Musique : Jim Dooley
- Casting : Lorna Johnson et Dori Zuckerman
- Production : David Zuckerman ; Marshall Boone et Gabriel Wallack (associé)
  - Production exécutive : David Zuckerman, Rich Frank, Paul Frank, Joe Connor, et Ken Connor ; Sivert Glarum et Michael Jamin (coproducteur exécutif)
- Sociétés de production : FX Productions, Wilfred Productions, St. Western Films, Starline Entertainment, et Fox Television Studios
- Sociétés de distribution (télévision) :

 États-Unis : FX
- Pays d'origine :  États-Unis
- Langue originale : anglais
- Format : couleur - 1,78:1 - son stéréo
- Genre : sitcom, comédie
- Durée : 22 minutes

 Sauf indication contraire, les informations mentionnées dans cette section peuvent être confirmées par la base de données cinématographiques IMDb,  présente dans la section « Liens externes ».

## Épisodes

### Première saison (2011)
La première saison est composée de treize épisodes.
1. Happiness
2. Trust
3. Fear
4. Acceptance
5. Respect
6. Conscience
7. Pride
8. Anger
9. Compassion
10. Isolation
11. Doubt
12. Sacrifice
13. Identity

### Deuxième saison (2012)
Le 6 août 2011, la chaîne américaine a renouvelé la série pour une deuxième saison de treize épisodes diffusée depuis le 21 juin 2012.
1. Progress
2. Letting Go
3. Dignity
4. Guilt
5. Now
6. Control
7. Avoidance
8. Truth
9. Service
10. Honesty
11. Questions
12. Resentment
13. Secrets

### Troisième saison (2013)
Le 31 octobre 2012, la série a été renouvelée pour une troisième saison de treize épisodes diffusée depuis le 20 juin 2013.
1. Uncertainty
2. Comfort
3. Suspicion
4. Sincerity
5. Shame
6. Delusion
7. Intuition
8. Perspective
9. Confrontation
10. Distance
11. Stagnation
12. Heroism
13. Regrets

### Quatrième saison (2014)
Le 2 octobre 2013, la série a été renouvelée pour une quatrième et dernière saison de dix épisodes diffusée depuis le 25 juin 2014 sur FXX.
1. Amends
2. Consequences
3. Loyalty
4. Answers
5. Forward
6. Patterns
7. Responsibility
8. Courage
9. Resistance
10. Happiness

## Univers de la série

### Les personnages
Ryan Newman
Ex-avocat dépressif âgé d'une trentaine d'années, qui voit dans le chien de sa voisine, Wilfred, un être humain déguisé en chien. Il a tout de suite une attirance pour Jenna. Calme et plutôt asocial, il est cependant serviable, honnête, mais souvent maladroit et peu courageux.
Wilfred
Chien de 7 ans de race inconnue, doté d'une conscience par l'esprit de Ryan. Il est le meilleur (et unique) ami de celui-ci. Bien qu'il lui fasse vivre les pires aventures, il est un moteur dans la vie de Ryan. Grossier, menteur, manipulateur et impulsif, il ne réfléchit à aucune de ses actions. Il déteste par-dessus tout le facteur.
Jenna
Nouvelle voisine de Ryan, elle est la propriétaire de Wilfred. Jenna sait tout de suite que Ryan est très attiré par elle, et abuse, souvent involontairement, de cette position pour se faire aider (garder Wilfred, s'occuper des livraisons pendant son absence ...)
Kristen Newman
Sœur de Ryan, souvent en confrontation avec Ryan, elle s'occupe beaucoup au début de la vie de son frère. Elle a un enfant issu d'une relation avec un ancien collègue de travail.
Drew
Petit ami de Jenna, celui-ci pense plus avec ses muscles qu'avec son cerveau. Il a un problème avec la compétition. Sa situation amoureuse avec Jenna est souvent compliquée. Drew voit en Ryan un ami alors que ce dernier le trouvait au début bête mais néanmoins sympathique. Il ne voit pas du tout Ryan comme un concurrent potentiel.
Amanda
Elle a été la petite amie de Ryan, bien qu'elle soit une source d'équilibre pour Ryan, leur relation est souvent compliquée. Elle finit à l'asile.
Bruce
Autre personnage issu de l'esprit de Ryan.
Stinky (Lord Charles Beevwelt II)
Clone de Wilfred. Stinky a aussi les traits d'un humain déguisé en chien. A les mêmes passions, mais est beaucoup plus distingué. Il consomme de la drogue et boit du champagne. Mange avec une fourchette et marche parfois avec une canne. Il se différencie de Wilfred par une écharpe rouge.
Wilfred blanc et noir
Autre vision de Ryan, qui apparaît lors d'une séance de thérapie. Il met en garde Ryan contre Wilfred, lui disant ne pas lui faire confiance. Personnage sournois, aussi menteur et manipulateur que l'original.

## Accueil

### Audiences

#### Aux États-Unis
Pour son lancement, la série a battu un record d'audience de 2,55 millions de téléspectateurs sur la chaîne.